# باتريك أودونيل
باتريك أودونيل هو ضابط كندي، ولد في 12 يوليو 1940 في تورونتو في كندا، وتوفي في 24 سبتمبر 2015 في أوتاوا في كندا.